# Солнечное опреснение
Солнечное опреснение — это опреснение воды, использующее солнечную энергию.
История солнечного опреснения начинается с начала 1950-х годов, когда изучалась возможность применения простых солнечных дистилляторов для удаленных поселений в пустыне и на побережье. Дешевизна водяных насосов и труб, а также удешевление источников энергии в XX веке сделали эти проекты неконкурентоспособными. В начале XXI века вновь возник интерес к исследованиям в данной области. Это обусловлено растущими ценами на энергоносители, истощением запасов артезианской воды и растущим загрязнением используемых источников воды.

## Способы солнечного опреснения

### Обратный осмос
Обратный осмос — это метод очистки воды от примесей, основанный на процессе диффузии. Для этого способа в опресняемой жидкости создают определенное давление, которое через частично проницаемую мембрану вытесняет молекулы воды и задерживает молекулы крупнее, а также микроорганизмы. Это предпочтительный метод для опреснения воды в больших объемах в тех местах, где доступ к электроэнергии ограничен. Солнечная энергия преобразуется в электрическую или механическую, чтобы инициировать процесс.

### Солнечный многоэтапный цикл конденсации и испарения
Солнечный многоэтапный цикл конденсации и испарения (SMCEC) — это технология солнечного опреснения воды, используя естественную конвекцию в вертикальном дымоходе. Она использует эффект конвекции для прохождения выходящего нагретого водяного пара через решетку теплообменника-конденсатора (через который поступает входящая вода), и таким образом  входящая вода предварительно нагревается. Это повышает общую эффективность работы системы.

### Проблемы
Существуют две проблемы, стоящие на пути любого проекта солнечного опреснения. Во-первых, эффективность системы определяется разностью температур между зонами испарения и конденсации. Первая должна быть как можно горячее, вторая — как можно холоднее. При небольших затратах этого добиться трудно. Во-вторых, тепло, выделяемое водяным паром при конденсации, является, по сути, энергией привнесенной в систему солнцем и может быть использовано с пользой. Но в большинстве существующих солнечных дистилляторов оно удаляется, как ненужное.
Существующая по сей день проблема состоит в том, чтобы достичь:
1. Максимальной разницы температур между испарителем и конденсатором;
2. Максимального повторного использования энергии конденсации;
3. Минимальных затрат.